# 성적 삽입

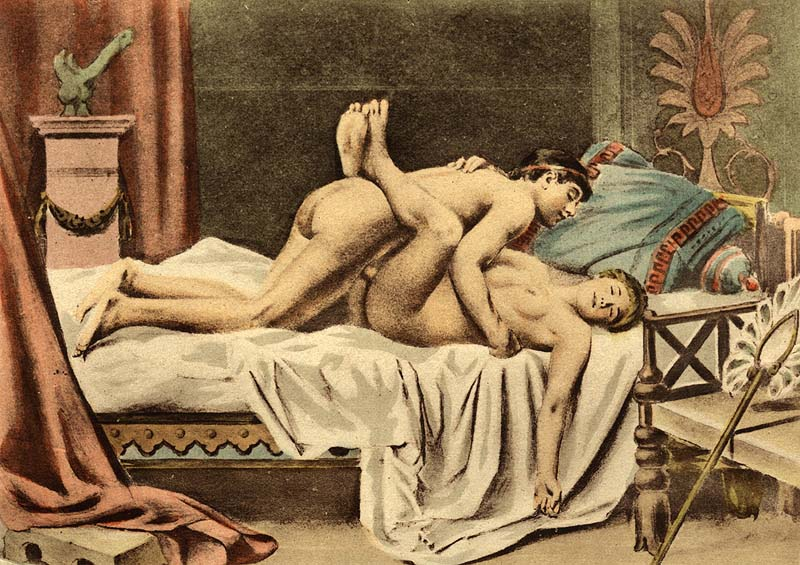

성적 삽입은 인간 또는 동물에 의한 성행위의 일종이다. 질, 항문, 입 등의 구멍에 성기를 중심으로 다른 물체를 삽입하는 행위를 가리킨다.

## 성적 삽입 유형
남성이 여성의 질에 음경을 삽입하면 일반적으로 질적 성행위 또는 성관계라고 하고, 남성의 음경을 다른 사람의 항문에 삽입하면 항문 성교라고 한다. 침입식 구강성교(커닐링구스)는 여성이 남성(또는 여성)의 입에 클리토리스를 집어넣는 것(음핵구교)이나 남성(또는 여성)이 여성의 질이나 음부에 혀를 집어넣는 것을 포함한다. 혀는 성행위 중에도 항문에 들어갈 수도 있는데 이것은 구강성교이자 항문성교이다.
| 이름       | 삽입자    | 피삽입자  | 삽입하는 것 | 삽입하는 곳 |
| ---------- | --------- | --------- | ----------- | ----------- |
| 성교       | 남성      | 여성      | 음경        | 질          |
| 구강성교   | 남자/여자 | 여자      | 혀          | 질          |
| 구강성교   | 여자      | 남자/여자 | 클리토리스  | 입          |
| 항문 성교  | 남자      | 남자/여자 | 음경        | 항문        |
| 애닐링구스 | 남자/여자 | 남자/여자 | 혀          | 항문        |
| 핑거링     | 남자/여자 | 여자      | 손가락      | 질          |
| 피스팅     | 남자/여자 | 남자/여자 | 손/손가락   | 질/직장     |